# Берковица
 За ледника в Антарктида вижте Берковица (Антарктида).  
Берко̀вица е град в област Монтана, Северозападна България. Той е административен и стопански център на едноименната община Берковица. Населението на града към 2018 г. е 12 037 жители.
По данни на ГРАО към 15 септември 2023 г. в града живеят 12 634 души по настоящ адрес и 14 510 души по постоянен адрес.

## География
Берковица се намира в полупланински район на 405 m надморска височина, в подножието на Берковска планина, близо до границата със Сърбия. Градът е отдалечен на 24 km от Монтана и 89 km от София.
Градът е изходен пункт за връх Ком, на около 18 km по планински път от края на града. Асфалтирани пътища водят до хижа Ком и близкия до нея ски-влек, работещ през зимния сезон.

## Население
Долната таблица показва изменението на населението на града в периода след Втората световна война (1946 – 2021):
| Берковица                                                                                 | Берковица | Берковица | Берковица | Берковица | Берковица | Берковица | Берковица | Берковица | Берковица | Берковица | Берковица |
| ----------------------------------------------------------------------------------------- | --------- | --------- | --------- | --------- | --------- | --------- | --------- | --------- | --------- | --------- | --------- |
| година                                                                                    | 1946      | 1956      | 1965      | 1975      | 1985      | 1992      | 2001      | 2005      | 2007      | 2011      | 2021      |
| население                                                                                 | 6876      | 9227      | 11 562    | 16 167    | 16 420    | 16 146    | 15 459    | 14 460    | 14 189    | 13 917    | 10 191    |
| Източници: Национален статистически институт, „Citypopulation.de“ и „Pop-stat.mashke.org“ |           |           |           |           |           |           |           |           |           |           |           |

## История

### Античност
Първите сведения за историята на града датират от първото хилядолетие пр.н.е. По това време берковският край е обитаван от тракийското племе мизи, а в средата на хилядолетието тук отсядат сродните трибали. В стратегическите височини около града траките изградили крепости. Те отглеждали пшеница и овце, обработвали желязо и добивали злато в поречията на реките Златица и Врещица. През 29 г. пр.н.е. управителят на Македония – Марк Лициний Крас (младши) разбива бастарните и завладява земите до Дунав, в чийто предели са нашите земи. Създадена е провинция Мизия, която през 86 г. е разделена на Горна и Долна Мизия с граница река Цибрица. Римляните романизирали местното тракийско население и способствали за развитието на икономиката и културата.
Археологически паметници от това време са разкритата римска вила край с. Калиманица, разкопките на Берковското кале, Лесковското градище и некропола край него, земленият бент под с. Котеновци, свързан с промиването на злато, каменната пластика, накитите, монетите, оръдията на труда и оръжията, битовата и строителната керамика, които се съхраняват в Историческия музей на града. Била изградена широка селищна и крепостна мрежа в района – „Калето“ в Берковица, „Непирче“ в Замфирово, „Людино“ в Бистрилица, „Монтиндел“ между Слатина и Драганица и важния военен лагер „Монтанезиум“ в Монтана. В „Калето“ са разкрити останки от две късноантични църкви от началото на V век – в югозападния му край и долепена за източната крепостна стена. В края на късната античност през 545 – 547 г. хуните опустошили земите на Северозападна България.

### Средновековие
Берковският край преживява съдбата на Първата българска държава, на Византийското владичество, на Второто българско царство и падането му под османско владичество.

### Османски период

#### Администрация и стопанство
През османското владичество Берковица е седалище на кааза, нахия и вилает. Първото споменаване на Берковица в османски документи се датира към 1445/1446 г.. В него се споменава, че Berkovice е кадийски център. През 1454/1455 г. в друг османски дефтер (София, ВД 110/10) е споменато, че към Берковска кааза има девет селища, от които три по-големи – Берковица, Горна и Долна Вереница. По-подробно описание на Берковска кааза (на турски: Berkofce kazasi) се намира в документи от 1524 г. – т.нар. Mufassal Defter BOA T.D. 130 и от 1530 г. – Muhasebe Defter BOA T.D. 370. В каазата има 112 селища с 3807 домакинства, от които 229 домакинства са мюсюлмани. В самата Берковица има 169 домакинства мюсюлмани и само 24 домакинства християни. През 1595 г. се наблюдава увеличение на населението на Берковица до 236 домакинства, от които 212 домакинства мюсюлмани, 14 домакинства християни и 10 домакинства цигани (Анкара, T.K.G.M. no 95). През XVII век Хаджи Калфа съобщава за развито рударство в берковските сребърни рудници.

#### Междуособици
Регионът е въвлечен във въстанието на Константин и Фружин (1408 – 1413 г.) и Чипровското въстание (1688 г.). През септември 1689 г. след като австрийците разбиват войските на Реджеб паша при Ниш, а маркграф Баденски завзема Видин, австрийска част, предвождана от капитан Хорват, освобождава града, а живеещите в него турци забягват в далечни краища. Със султански ферман от 21 октомври 1717 в гарнизона на Берковица са изпратени 1200 войници. Това става по молба на берковския кадия Ахмед ага с цел охрана на града поради надигащото се недоволство сред местното население. Въпреки това планинците отново се вдигат на борба, когато австрийските войски достигат Ниш, както през 1737 г.
През юни 1836 г., на Спасовден, избухва Бистрилишкото въстание, предвождано от Манчо Пунин от с. Бистрилица и известно като Манчовата буна или Манчовата размирица. Вдигат се на борба около 4000 мъже от селищата в горните поречия на Огоста и Златица (дн. общини Чипровци, Георги Дамяново, Берковица, Монтана и Вършец). Основните сили на въстаналите се стичат в Чипровския манастир, където очакват подкрепа от сръбския крал Милош, която така и не получават. В крайна сметка Милош прави всичко възможно за потушаването на въстанието. Османска войска пристига при Белимел, водят се преговори с въстаниците, след което Манчо Пунин разпуска въстаниците и бяга Сърбия, където е заточен от Милош в Кюприя.
На следващата година, 1837, избухва Върбанпеновото въстание, предвождано от Върбан Пенов от Белимел. Въстаниците са около 2000 мъже от Чипровци и близките 16 селища. На 23 ноември, след като турските власти докарват войски от Ниш и Пирот, започва боят в Чипровската клисура (Метириза – теснината), където бунтовниците са разбити. Върбан Пенов успява да избяга, но по-късно е предаден, заловен и обесен.

#### Култура
Десетилетието преди Освобождението 1867 – 1877 година се характеризира основно с културно развитие на града. На 13 октомври 1870 е открито девическо училище, построено е двукатното класно училище „Отец Паисий“. На следващата година е осветен и храмът „Свети Николай Чудотворец“. На 11 май 1872 е основано читалище „Бъдащност“, а през 1874 г. се създава ученическо дружество. Това е периодът, когато берковчанинът Александър Дамянов (архимандрит Антим) изгражда Клисурския манастир.

#### В навечерието на Освобождението
В края на август 1872 г. в Берковица пристига Васил Левски, заедно с председателя на Врачанския революционен комитет Мито Анков. При събарянето на къща в берковската махала Плето е намерено писмо на Левски от 2 юли 1872 г., в което иска да му бъдат изпратени „мустаки, брада, машина за фишеци и войнишките правила“. Той дава указание при закупуването на пушки да се „изпитат“ на всеки десет по една, за да не се окажат „фалшиви“ (некачествени). Писмото е предадено в Народната библиотека „Кирил и Методий“ – София.
Подготовката на Априлското въстание обхваща и Берковица, но при избухването на въстанието Северозападна България остава пасивна. Въпреки това на 31 май 1876 г. революционният комитет и други сподвижници в Берковица – общо 24 души, са арестувани за участието им в подготовката на въстанието и 8 души, начело с хаджи Петър Хаджиилиев, са съдени и изпратени във Видинската крепост.
На 8 юли 1876 г. в Чипровци пристигат четите на Панайот Хитов и други български войводи и берковският край въстава. Главните боеве стават при Чипровския манастир. След като въстанието е потушено, пашаджик, командващ берковските турци, наредил инквизиции на населението от Чипровския край.

### Период след Освобождението
След Освобождението Берковският окръжен съд, председателстван от Иван Вазов, издава присъда No. 5 от 14 януари 1880 г., с която осъжда задочно на смърт погромаджиите Ибрахим бег Пашаджик и Караман бег.
Освобождението на Берковица от османска власт започва на 3 ноември и трае до 4 декември 1877 г. Цял месец руските войски организират разузнавания и водят сражения с турците, докато най-после последните опразват града. Четвърти Харковски улански полк на полк. Ертел идва от север през Кутловица – с. Боровци, и тържествено влиза в Берковица.
След Освобождението градът остава околийски административен център, но се развива сравнително бавно. Берковица постепенно загубва своето стопанско значение. От околията се откъсват много селища. Редица занаяти замират. Населението се препитава от земеделие, кираджилък и грънчарство. За 70 години се построяват: гимназията, столарското училище и началното училище „Кирил и Методий“, две банки и още няколко по-малки обществени сгради.
През войните от града загиват 86 души.
През 1885 г. Берковската община приема първия устройствен правилник за публичните домове в общината – това е първият устройствен правилник за публичен дом, приет в новоосвободената България. За сравнение – Софийската община приема такъв правилник през 1893 г.
В първите години на XX век градът е известен с трайната си подкрепа за Демократическата партия. При избухването на Балканската война единадесет души от Берковица са доброволци в Македоно-одринското опълчение.
В края на миналия век в града лесно намират почва социалистически и комунистически идеи. Основният им разпространител става Димитър Филипов. През 1914 г. под знамето на социалдемокрацията Георги Димитров и Камен Тошев са избрани за народни представители.
В Берковица и 14 села от околията през 1919 г. са образувани комунистически общини (комуни). Берковската комуна, с кметове Манол Златков и Камен Тошев.
Най-трагичното събитие от Берковската история от по-ново време е въстанието през 1923 г. В Берковска околия започва подготовка за въстание. Набелязват се плановете за завземането на властта в селата, за формиране на отряди, които да заминат за овладяване на околийския център Берковица.
На 23 септември в много селища на околията властта преминава в ръцете на комунисти и земеделци. На 24 септември е завзет и гр. Берковица. Оттук се изпращат отряди към Петроханския проход, под командването на Замфир Попов. Кървавата разправа с населението от онези години създават цял дял в българската литература, известна като „септемврийска“ (напр. Гео Милев).
През Втората световна война мнозина участват във въоръжената съпротива.
Истински растеж на града в икономическо и културно отношение се извършва през втората половина на ХХ век, когато са построени много заводи: дървообработващ, за абразивни инструменти, мрамор, пластмаси, метал и редица други предприятия. Градът е благоустроен. Изграждат се нови училища, читалище, музей, художествена галерия, минерална баня, стадион, спортни площадки, почивни станции и туристически хижи.

## Религии

### Източноправославно християнство
В късноантичната крепост „Калето“, разположена на възвишение северно от град Берковица, през ранното християнство е бил изграден голям епископски комплекс. Материално свидетелство за съществувалото тук духовно средище са руините на две раннохристиянски църкви, известни като Базилика „А“ и Базилика „Б“.
Базилика „А“ се намира в югозападната част на крепостта. Тя е част от голям църковен ансамбъл, който включва още и периболос (заграден двор) и баптистерий (кръщелна).
По план представлява трикорабна, едноапсидна базилика. Липсва нартекс (преддверие). В най-източната си част базиликата завършва с апсида, в чийто синтрон е вграден епископски трон. Според проучвателката на обекта Димитрина Митова това е сигурно доказателство, че църквата е изпълнявала функциите на център на някоя местна епископия.
Теренът, на който е изградена базиликата, е с много голяма денивелация – 3,5 m и затова южният ѝ кораб е стъпил на масивна крепида и стилобат.
Външната дължина на църквата е 19,2 m. Страничните кораби са тесни – около 2 m. Трите кораба на базиликата са разделени с аркади, носени от зидани стълбове. Пред единичния вход на наоса от запад са открити останки от две колони, навярно оформяли малък портик.
Подовата настилка е от мраморни плочи. При разкопките са открити бази за колони, капители и други архитектурни елементи, показващи богата вътрешна украса. Сред находките също е един надпис, който дава възможност за точно датиране на целия комплекс. Според Д. Джонова, той е изграден между 408 и 424 г., по време на управлението на императорите Теодосий и Хонорий.
Северозападно от базиликата, като отделна сграда е изграден баптистерий (кръщелна). Той се намира на доста по-високо от самата църква и това неудобство е преодоляно чрез изграждането на каменна стълба. Баптистерият също е с форма на правоъгълник, завършващ от изток с апсида. Външните му размери са: дължина – 9,50 m, ширина – към изток 5,20 m и към запад 5,70 m. От западната и северната му страна са изградени многостъпални пейки за сядане. В апсидата се намира иззиданата писцина – каменен съд, в който се е извършвал ритуалът на кръщаването в християнската вяра. Изграждането на баптистерий като отделна сграда през раннохристиянската епоха е рядкост. Единствен подобен аналог в България се среща при базиликата пред източната порта на Сердика (дн. София). Видът на купела (писцината) намира най-близка аналогия с купела при базиликата край с. Исперихово.
Оградният зид на комплекса (периболосът) има формата на трапец, стените се широки 1,30 m и с размери: северна стена – 48 m, южна стена – 25 m, западната стена, която преодолява денивелация от 4 m, е дълга 12 m. Входът на ансамбъла е на северната стена, откъм вътрешността на крепостта.
Базилика „Б“ е изградена също в крепостта „Калето“, като източната ѝ фасада е част от самата крепостна стена. Теренът, върху който е изградена сградата, е с голяма денивелация. Поради тази особеност, западната част на базиликата е вкопана до 2 m в земята. Подът на източната част на църквата е по-нисък с около 0,40 m от този в нартекса. Стръмният терен е бил причина помещенията в сградата да бъдат изградени с неправилни четириъгълни форми, както и отделните части на базиликата да са изградени несвързано едни с други. Само западната фасада на църквата е иззидана като единна плоскост.
Базиликата има твърде оригинален план. Трите кораба са отделени с дебела и плътна стена, а не с колонада или аркада. Наосът е също триделен и следва членуването на наоса. Всеки кораб и частта му в нартекса е действал сам за себе си. Днес са запазени по-добре централният и северният кораб. Западната стена е плътна поради вкопаването ѝ в скалата. Входът към вътрешността на базиликата е от север, като връзката между нартекса и централния и страничните кораби се е осъществявала чрез двоен отвор, разделен със зидан стълб и закрит със завеси.
Северният кораб се състои от две части, като източната се тълкува за протезис, а заделеният южен кораб се смята за диаконикон, в който богомолците са оставяли своите дарове. Тук са намерени зидани пейки покрай стените и каменно корито. В южния дял на нартекса също има зидани пейки и дори отоплително съоръжение. Предполага се, че самият нартекс е бил двуетажен и до втория етаж се е стигало със стълба.
Оригиналният триделен план на Базилика „Б“ намира донякъде паралели с т.нар. трицърковни базилики в Грузия. Тези църкви се появяват спорадично и в някои други области на Византия, но образуват голяма група само в Грузия.
Базилика „Б“ е датирана от изследователите ѝ към началото на V в. Предполага се, че е разрушена по времето на Юстиниан I (около средата на VI в.).
Раннохристиянският комплекс вероятно е изоставен към средата на VI век, след започналите периодични набези на славяни и авари.

### Юдаизъм
В Берковица до 1947 година има значителна еврейска общност и е имало функционираща синагога. Според Феликс Каниц през 1871 г. в града има 36 домакинства на испаноговорещи евреи. В годишника на населението на Дунавския вилает (Salnâme-i Tuna) през 1873 г. е отбелязано наличието на 232 евреи в Берковица. Непосредствено след Освобождението при преброяването на населението през 1887 г. евреите в Берковица са 316. През 1947 г. евреите от Берковица емигрират в Израел и синагогата се затваря. Най-ценните реликви се преместват в Софийската централна синагога, като един от най-ценните екземпляри в музея там е от Берковската синагога. До Котеновското шосе е еврейското гробище, вече напълно запустяло.

### Ислям
До 1878 г. в Берковица са действали 9 джамии, 1 медресе (средно образователно ислямско училище) и 5 мектеба (начално ислямско училище).
След изселване на турското население джамиите са разрушени. През 1955 г. Тодор Златев публикува плана на старата джамия в Берковица, от която са запазени основите.

## Обществени институции
- Фондация „Берковска дарителска инициатива“
- Дружество „Берковско родолюбиво общество“
- Дружество за подпомагане развитието на Берковица (ДПРБ) „Алтернативи“
- Берковска духова музика, ръководител Росен Георгиев
- Културен център „Йордан Радичков“
- Берковски младежки общински съвет
- Младежка организация „Заедно за Берковица“

- Сградата на общината
- Пощенският клон
- Народно читалище „Иван Вазов 1872“
- Културен център „Йордан Радичков“

## Културни и природни забележителности
- Връх Ком. Има много други природни забележителности – местността „Калето“ – връх в самото сърце на града, от който може да се види разположението на града, в древността – използван от траките за защита на града от нежелани нашествия. Местността „Синият вир“ – намира се на около 5 km извън града, много приятно място за отдих сред природата, в близост има езерце, в което в горещите летни дни човек може да се охлади и освежи. Също така недалеч от града – само на 16 km, се намира хижа „Ком“. Ски пистата в близост до нея може да предложи много забавления за любителите на зимните спортове. Върхът е част от Стоте национални туристически обекта, печатът се намира в новата хижа „Ком“.
- Най-старата църква в града: Храм „Рождество на Пресвета Богородица“. Църквата е съвременник на българското Възраждане, средище на мъжко и девическо училище, духовен извор на берковчани. Тя е преизградена през 1843 г. Иконостасът е изработен от самоковски дърворезбар. Иконите изписва Димитър Зограф. Те могат да се причислят към най-доброто създадено в България през Възраждането. Камбанарията е изградена през 1897 г. Камбаните в нея са две, изработени през 1845 г. в град Будапеща и по-късно са подарени на църквата от дюлгерския еснаф.
- Църквата „Свети Николай Чудотворец“, изградена в 1871 година от майстор Георги Новаков Джонгар. Иконостасът е дело на Димитър Фандъков, а иконите на Константин Ангелов и Данаил от град Щип. В църквата има икони на Григорий Пецанов. На иконата на Успение Богородично има надпис: „іулій 15-ый 1878 из рука Г. П. Струмица“.[13]
- Турска (римска) баня. Архитектурно-строителен паметник на културата. Изградена е през 1665 г. върху част от основите на стените на римска къпалня. Строена е след завладяване на Берковския край от римляните.

### Музеи
- Етнографският музей е част от Стоте национални туристически обекта на БТС, има печат. Работното време на „Етнографски музей“ и къща музей „Иван Вазов“ е:

от понеделник до петък: с посетители от 8:00 до 12:00 – от 14:00 до 17:00 часа;
събота и неделя: от 9:00 до 12:00 – от 14:00 до 17:00 часа.
- Къща музей на Иван Вазов – представен е творческият път на Иван Вазов, като най-голямо внимание е отделено на берковския му период.
- Градска художествена галерия „Отец Паисий“. Сградата на старото двукатно класно училище „Отец Паисий“, градено през 1872 г., днес е градска художествена галерия за възрожденска живопис и дърворезба. Намира се в двора на църквата „Св. Николай Чудотворец“. Фондът е започнал да се събира още от 1969 година, днес наброява 1440 художествени произведения, обособени в раздели: живопис, графика, рисунка, карикатури, скулптури, приложно изкуство, иконите са възрожденска живопис, работени IX – ХХ в. Във фонда на галерията се съхраняват творби на много известни художници от страната.

### Защитени територии
- Резерват „Горната кория“
- Защитена местност „Самарите“
- Защитена местност „Шабовица“
- Природна забележителност „Хайдушки водопади“
- Природна забележителност „Мраморната пещера“

## Спорт
- „Балкански котки“ - ръгби клуб, гр. Берковица
- ФК Ком е представителният футболен отбор на града.

## Редовни събития
- „Рождество на Пресвета Богородица“ (8 септември) – официален празник на Берковица.
- „Лачени обувки“ – фестивал на детската песен и изкуства.
- „BERKSTOCK“ – рок фестивал с участието на много рок формации от страната и чужбина, провеждан 1998 – 2005 г.
- „Ашиклар пее и танцува“ – фолклорен фестивал.
- Празник на Берковския балкан – провеждан на хижа „Ком“ в края на лятото.
- Празник на „Дивите малини“ – провеждан на хижа „Ком“ една неделя след празника на Берковския балкан.

## Личности
Родени в Берковица
- Александър Луканов (р. 1981), химик, професор, доктор на науките, най-младият доцент в България[14]
- Александър Филипов (р. 1959), политик
- Андрей Тодоров (р. 1932), минен инженер, проектант на откритите рудници на мини „Марица Изток“
- Антим Дамянов (1840 – 1922), църковен деец, архимандрит
- Борис Илиев (1882 – 1930), революционер, войвода на ВМОК
- Боян Ничев (1930 – 1996), учен-филолог и литературовед
- Велислав Павлов (р.1974), актьор
- Валентин Найденов (р. 1972), футболист
- Георги Близнаков (1920 – 2004), бележит химик, академик, ректор на Софийския университет
- Дико Диков (1910 – 1985), офицер и политик
- Димитър Киров (1912 – 1979), адвокат
- Добрин Спасов (1926 – 2010), философ
- Дионисий Ловчански (1840 – 1875), църковен деец, митрополит
- Доньо Донев (1929 – 2007), художник и аниматор
- Евстати Илиев, български революционер и общественик
- Кирил Скопски (1832 – 1914), висш духовник
- Любомир Филипов (р. 1945), бивш управител на БНБ
- Марко Първанов (1892 - 1962), поручик, военен летец, спечелил първата въздушна победа за България през 1916 г.
- Никола Крунев (р. 1863), военен деец, генерал-майор
- Николай Фол (1898 – 1969), писател и режисьор
- Орлин Горанов (р. 1957), певец
- Петър Станчев (1893 – 1925), български революционер, войвода на ВМРО
- Първан Първанов (1867 – 1949), генерал
- Румен Петров, дипломат
- Тимо Ангелов (? – 1903), български революционер, войвода на ВМОРО
- Тодор Киров, български революционер от ВМОРО, четник на Гроздан Рандев[15]
- Цветан Тодоров (1884 - ?), български революционер от ВМОРО, четник на Пандо Сидов[16]

Починали в Берковица
- Бончо Василев (1872 – 1937), офицер и революционер
- Борис Илиев (1882 – 1930), революционер
- Геройко Милчев (1921 – 2001), учител историк и краевед

Свързани с Берковица
- Иван Вазов (1850 – 1921), съдия в града през 1879 – 1880 г.
- Йордан Радичков (1929 – 2004), завършва гимназия в Берковица през 1947 г.

Кметове на Берковица